# G Force (Kenny G)
G Force è il secondo album in studio del sassofonista Kenny G. È stato pubblicato dalla Arista nel 1983, e ha raggiunto la posizione numero 6 nel Jazz Billboard album, numero 17 del R & B / Hip-Hop Albums, e numero 62 nel Billboard 200 .

## Tracce
- Hi, How Ya Doin'? (with Barry Johnson) (Steve Horton) - 5:37
- I've Been Missin' You (Kashif/Kenny G) - 4:13
- Tribeca (Kashif/Kenny G) - 4:36
- G Force - 4:54
- Do Me Right - 4:42
- I Wanna Be Yours - 4:29
- Sunset At Noon - 5:13
- Help Yourself To My Love - 4:45

## Singolo
| Anno | Titolo            | Chart positions | Chart(s)                            |
| ---- | ----------------- | --------------- | ----------------------------------- |
| 1984 | Hi, How Ya Doin'? | 23              | US Hot R&B/Hip-Hop Singles & Tracks |